# Renzo Martini
Renzo Martini (Venezia, 15 agosto 1938 – Venezia, 17 gennaio 2019) è stato un attore italiano.

## Biografia
Ha collaborato a vari film italiani e stranieri, ad alcune serie tedesche (L'ispettore Derrick, Tatort e altri), alle miniserie francesi Les visiteurs (1980) e Cinéma 16 e al film statunitense Casanova (2005).
Nel cinema italiano ha collaborato ne Il delitto Matteotti (1973), diretto da Florestano Vancini, Nero veneziano (1978), diretto da Ugo Liberatore, La partita (1988) diretto da Carlo Vanzina e Panni sporchi (1999), diretto da Mario Monicelli.

## Filmografia

### Cinema
- Il delitto Matteotti, regia di Florestano Vancini (1973)
- Juliette e Juliette (Juliette et Juliette) (1974)
- Nero veneziano, regia di Ugo Liberatore (1978)
- La partita, regia di Carlo Vanzina (1988)
- Panni sporchi, regia di Mario Monicelli (1999)
- Casanova (2005)

### Televisione
- L'ispettore Derrick (Derrick) - 2 episodi (1975)
- Tatort - 1 episodio (1976)
- Kottan ermittelt - 1 episodio (1979)
- Les visiteurs (1980)
- Cinéma 16 - 1 episodio (1981)
- Verdi, regia di Renato Castellani - 1 episodio (1982)
- Ab in den Süden (1982)
- Venise en hiver (1982)
- Wer war Edgar Allan? (1985)
- Hemingway (1988)
- Schwarz Rot Gold - 2 episodi (1984-1990)
- Peter Strohm - 1 episodio (1991)
- Casa Vianello - Episodio Corso matrimoniale (1991)
- Ein unvergeßliches Wochenende - 1 episodio (1993)
- Alle für die Mafia (1998)
- Utta Danella - 1 episodio (2005)
- Conny und die verschwundene Ehefrau (2005)
- Innamorarsi a Verona (Wiedersehen in Verona) (2007)
- Piloti - serie televisiva (2007)